# Közönséges tintahal
A közönséges tintahal vagy szépia (Sepia officinalis) a fejlábúak (Cephalopoda) osztályának tintahalak (Sepiida) rendjébe, ezen belül a törpeszépiák (Sepiidae) családjába tartozó faj.

## Előfordulása
A közönséges tintahal előfordul az Atlanti-óceánban, az Északi-tengerben, a La Manche-csatornában és a Földközi-tengerben. Egyes, főleg ázsiai országokban az étkezés gyakori részét képezi, de már sok más országban is hozzáférhető élelmiszerként.

## Alfajai
- Sepia officinalis officinalis Linnaeus, 1758
- Sepia officinalis vermiculata Quoy & Gaimard, 1832

A korábban Sepia officinalis hierreda alfajnak tartott állat, újabban elnyerte az önálló faji státuszát, és a Sepia hierredda Rang, 1837 nevet kapta.

## Megjelenése
A szépiák testében lévő belső meszes héj, a szépiacsont levegőt tartalmazó stabilizáló szerv is. Úszóhólyag híján maga a csontlemez működik úgy, mint egy hidrosztatikus készülék, és könnyíti meg a fel- és leszállást. Az elpusztult tintahal csontlemeze a szépia. Mészhiány ellen ezt a szépiacsontot etetik díszmadaraikkal a madártenyésztők. A többi lábasfejűhöz hasonlóan barna festéket (szépiafestéket) bocsátanak ki végbélnyílásukból, így menekülnek a ragadozó halak - főképp a murénák - és a fókák elől. Tíz karjuk van, ezeken tapadókorongokat találunk. Karjaik a csőszerű állkapcsot veszik körül, a két hosszabb tapogatónak csak a végén van tapogatókorong. A két hosszabb tapogató 50 centiméter hosszú is lehet. A hím közönséges tintahalnak van egy meghosszabbodott, módosult karja (hektokodiluss) is a hímivarsejtek átviteléhez.
Teste széles, eléri a harminc centimétert. A testet körülveszi az „úszólebeny”, ennek mozgásával elegánsan siklik előre vagy hátra. Gyakran találjuk a tengerifű (Zostera) között. Tölcséréből vizet lövell, így keresgéli a homok felszínén a garnélarákocskákat. A szépia mestere az álcázásnak, a gyors színváltásnak. Nem gyakori, inkább nyáron láthatjuk.
Az állat bőre több ezer pigmentsejtet tartalmaz, melyek összehúzódásuk vagy kitágulásuk révén pillanatok alatt megváltoztatják a tintahal színét. E képességüket - amely alapvetően az álcázást szolgálja - a tintahalak udvarláskor is bevetik.
Nagy, rendkívül fejlett, széles látómezővel rendelkező szeme a legrövidebb időn belül eljuttatja az agyhoz az információkat.

## Életmódja
A közönséges tintahal társas lény és rajokban úszik. Az állatra delfinek, csőröscetek, cápák, és nagyobb halak vadásznak. Tápláléka kisebb halak és rákok.
A Rhombozoa törzsbeli Microcyema vespa, Dicyemennea gracile és Dicyema whitmani élősködnek a közönséges tintahalban. A testén pedig a következő evezőlábú rákok (Copepoda) élnek: Lichomolgus longicauda, Doridicola longicauda és Pennella varians.

## Szaporodása
A szaporodási időszak tavasszal és nyáron van. Udvarlás közben a hím testét sárgásfehér és vörösesbarna függőleges „zebracsík” borítja. A szépia élete a peterakást követően tragikusan végződik. A hím tisztelgő látogatást tesz a nősténynél, majd átkarolják egymást. Karjainak egyikével a hím a spermacsomagját a nőstény petevezetékének csőszájában lévő köpenynyílásba helyezi és holtan süllyed a tengerfenékre. A nőstény legfeljebb mintegy 260 petét rak. A nőstény a petéket gumiszerű, fekete oldattal vonja be. E tokokat egy növény szárára tekeri egy nyúlvány segítségével. Miután a nőstény is megtette a kötelességét, bevégzi életét.